# Letitia Wright
Letitia Michelle Wright (sinh ngày 31 tháng 10 năm 1993) Cô bắt đầu sự nghiệp của mình với các vai khách mời trong phim truyền hình Top Boy, Coming Up, Chasing Shadows, Humans, Doctor Who và Black Mirror. Về phần sau, cô ấy đã nhận được đề cử Primetime Emmy Award. Sau đó, cô đã có bước đột phá với vai diễn trong bộ phim Urban Hymn năm 2015, mà Học viện Nghệ thuật Điện ảnh và Truyền hình Anh (BAFTA) đã vinh danh Wright trong nhóm Người Anh đột phá BAFTA năm 2015.
Vào năm 2018, cô đã được công nhận trên toàn cầu nhờ vai diễn Shuri trong bộ phim Black Panther của Vũ trụ Điện ảnh Marvel (MCU), nhờ đó cô đã giành được Giải thưởng Hình ảnh NAACP và Giải thưởng SAG. Cô ấy đã thể hiện lại vai diễn trong Avengers: Infinity War (2018), Avengers: Endgame (2019) và Black Panther: Wakanda Forever (2022). Năm 2019, cô nhận được giải thưởng Ngôi sao đang lên của BAFTA. Cô cũng xuất hiện trong sê-ri tuyển tập Small Axe năm 2020, bộ phim đã mang về cho cô đề cử giải Satellite.

## Đầu đời
Letitia Michelle Wright sinh ngày 31 tháng 10 năm 1993 tại Georgetown, Guyana. Cô chỉ có một người anh trai tên là Ivan Bombokka. Gia đình cô chuyển đến London, Anh khi cô mới 7 tuổi và cô theo học trường cộng đồng Northumberland Park, trong khi anh trai cô chuyển đến Châu Âu.

## Sự nghiệp

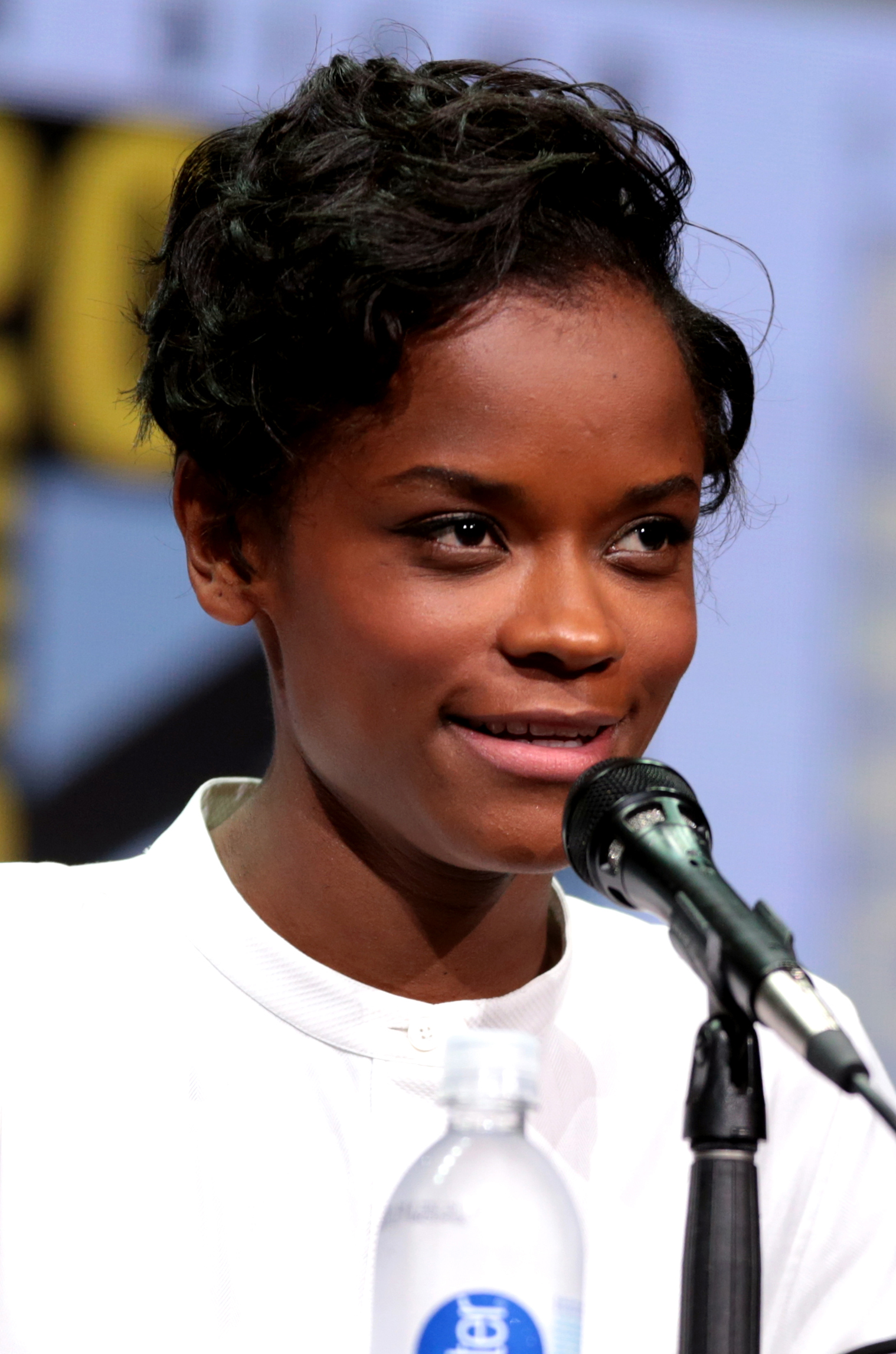
Wright tại San Diego Comic Con 2017.

Wright đã biểu diễn trong các vở kịch của trường, nhưng cô ấy cho rằng mong muốn trở thành một diễn viên chuyên nghiệp khi xem bộ phim năm 2006 Akeelah and the Bee. Cô ấy nhận thấy màn trình diễn của Keke Palmer đầy cảm hứng, nhận xét rằng vai diễn này "đã gây được tiếng vang. Đó là một trong những lý do tại sao tôi ở đây". Cô theo học Trường Diễn xuất Identity, nhập học năm 16 tuổi.
Năm 2011, cô xuất hiện trong hai tập của bộ phim truyền hình dài tập Holby City và Top Boy. Cô có một vai nhỏ trong bộ phim My Brother the Devil năm 2012, bộ phim mà cô được Screen International công nhận là một trong những Ngôi sao của Ngày mai năm 2012. Michael Caton-Jones chọn Wright vào vai chính đầu tiên của cô trong Urban Hymn (2015), đã đưa cô đến với sự chú ý của Hollywood. Cùng năm đó, cô xuất hiện trong tập phim Doctor Who có tên làFace the Raven, và năm sau, cô bắt đầu đóng vai Renie định kỳ trong series Humans. Trong thời gian này, cô cũng xuất hiện trong vở kịch Eclipsed (được viết bởi Danai Gurira) tại Nhà hát Gate ở London. Năm 2017, Wright đóng vai chính trong tập Black Mirror " Black Museum "; màn trình diễn của cô ấy đã mang về cho cô ấy một đề cử Giải thưởng Primetime Emmy cho Nữ diễn viên phụ xuất sắc trong một bộ phim hoặc một bộ phim giới hạn.
Wright đóng vai chính trong bộ phim Black Panther năm 2018, đóng vai Shuri, em gái của Vua T'Challa và là công chúa của Wakanda. Là một phần của Vũ trụ Điện ảnh Marvel, bộ phim còn có sự tham gia của Chadwick Boseman, Michael B. Jordan, Lupita Nyong'o và Danai Gurira. Wright đã giành được Giải thưởng Điện ảnh NAACP cho Diễn xuất đột phá xuất sắc trong phim điện ảnh cho tác phẩm của cô trong phim, và đóng lại vai diễn trong Avengers: Infinity War, được phát hành hai tháng sau đó. Cũng trong năm 2018, Wright xuất hiện với vai Reb trong bộ phim chuyển thể từ tiểu thuyết khoa học viễn tưởng năm 2011 của Steven Spielberg Ready Player One. Wright đóng vai khách mời trong video ca nhạc " Nice for What " của Drake.
Năm 2018, Wright cũng góp mặt trong một vở kịch có tên The Convert, được dàn dựng tại Nhà hát Young Vic ở London. Vở kịch là câu chuyện về một nhà truyền giáo nói tiếng Anh vào thế kỷ 19, nơi những người châu Phi được đào tạo để nói tiếng Anh thời Victoria và tham gia vào Cơ đốc giáo. Vở kịch này lấy bối cảnh vào năm 1895, khi một nam giáo viên và nhà truyền giáo Công giáo da đen tên là Chilford chiếm một ngôi nhà truyền giáo ở Rhodesian Salisbury. Wright đóng vai một Jekesai, một cô gái trẻ người Rhodesia bị chú của mình ép kết hôn, nhưng may mắn được Chilford cứu.
Năm 2019, Wright đã giành được Giải thưởng Ngôi sao đang lên của BAFTA. Vào tháng 4 năm 2019, Wright xuất hiện cùng với Donald Glover và Rihanna trong Guava Island, một bộ phim ca nhạc ngắn do Amazon Studios phát hành, trước khi đảm nhận vai Shuri trong Avengers: Endgame.
Vào tháng 11 năm 2018, có thông báo rằng Wright sẽ đóng cùng với John Boyega trong bộ phim chuyển thể từ tiểu thuyết của Hold Back The Stars. Wright sẽ xuất hiện trong Death on the Nile năm 2022. Cô cũng được chọn tham gia mini-series Small Axe của Steve McQueen , lấy bối cảnh cộng đồng Tây Ấn Độ ở London giữa những năm 1960 và 1980. Trong tập đầu tiên, Mangrove, được công chiếu trên BBC One vào ngày 15 tháng 11 năm 2020, Wright đóng vai thủ lĩnh Black Panther của Anh Altheia Jones-LeCointe, người cùng với tám nhà hoạt động Da đen khác, đã bị bắt và bị buộc tội kích động bạo loạn sau một cuộc biểu tình ôn hòa vào năm 1970. Wright đã giành được đề cử "Nữ diễn viên phụ xuất sắc nhất" cho vai diễn này, mang lại "năng lượng tập trung và niềm đam mê" cho việc miêu tả Jones-LeCointe ngoài đời thực của cô, như được ghi nhận bởi The New Yorker.
Vào tháng 2 năm 2020, có thông báo rằng Wright đã nhận lời đóng vai hai chị em sinh đôi June và Jennifer Gibbons trong bộ phim The Silent Twins, dựa trên cuốn sách cùng tên năm 1986 của Marjorie Wallace , bắt đầu bấm máy vào tháng Tư. Bộ phim được phát hành vào tháng 9 năm 2022. Wright trở lại với vai Shuri cho Black Panther: Wakanda Forever, đóng vai Shuri trở thành Black Panther sau cái chết của T'Challa; bộ phim đánh dấu vai chính đầu tiên của cô. Được phát hành vào tháng 11 năm 2022, bộ phim được thực hiện để vinh danh Chadwick Boseman, người đã qua đời vì bệnh ung thư ruột kết vào năm 2020. Trong quá trình quay cảnh rượt đuổi vào tháng 8 năm 2021, cô ấy bị gãy xương vai và bị chấn động sau một vụ tai nạn xe máy, khiến quá trình sản xuất phải tạm dừng trong khi cô ấy hồi phục sức khỏe.

## Đời tư
Wright từng chia sẻ về chứng bệnh trầm cảm trong một phỏng vấn năm 2018 với tờ Vanity Fair, cô cho biết đã "trải qua những ngày tháng đen tối với những điều tồi tệ" từ đầu những năm 20 tuổi. Sau đó, cô bắt đầu tìm hiểu về Công giáo để dần vượt qua trầm cảm. Đây cũng là thời gian mà cô từ chối một số vai diễn để phục hồi lại tinh thần. Cô chia sẻ rằng bản thân lúc đó "cần tạm ngưng diễn để nghỉ ngơi" và "bắt đầu một hành trình khám phá bản thân, đặt niềm tin vào Chúa, trở thành một tín đồ Công giáo."

### Tranh cãi về vaccine Covid-19
Vào tháng 12 năm 2020, Wright đã nhận được phản ứng dữ dội khi chia sẻ một video dài 69 phút từ kênh YouTube On The Table trên Twitter, trong đó Tomi Arayomi, một nhà lãnh đạo cấp cao của nhà thờ Light London, đã đặt câu hỏi về tính hợp pháp của vắc xin COVID-19 và cáo buộc Trung Quốc. về việc lây lan COVID-19, trong số các tuyên bố gây tranh cãi khác; YouTube đã xóa video do vi phạm điều khoản dịch vụ. Wright sau đó tuyên bố: "Ý định của tôi không phải là làm tổn thương bất kỳ ai, ý định DUY NHẤT của tôi khi đăng video là nó khiến tôi lo ngại về thành phần của vắc xin và những gì chúng ta đang đưa vào cơ thể. Không có gì khác." Sau đó cô ấy bỏ mạng xã hội. Vào tháng 10 năm 2021, The Hollywood Reporter đưa tin rằng Wright đã chia tay nhóm đại diện tại Hoa Kỳ của cô ấy do sự náo động về video và việc cô ấy bị cáo buộc tiếp tục thúc đẩy tình cảm chống vắc-xin trên phim trường Black Panther: Wakanda Forever trong quá trình sản xuất vào năm 2021 ở Atlanta. Wright quay lại mạng xã hội để phủ nhận những cáo buộc này. Trong một chương trình nổi bật vào tháng 11 năm 2022 với Variety, bạn diễn của Wakanda Forever Angela Bassett cho biết cô ấy chưa bao giờ nghe Wright chia sẻ quan điểm chống vắc-xin trong quá trình quay phim, trong khi phó chủ tịch Marvel Nate Moore tuyên bố rằng ông ấy biết tình trạng tiêm chủng của cô ấy, rằng cô ấy không chia sẻ quan điểm của mình trên phim trường và tình trạng của cô ấy không ảnh hưởng đến quá trình sản xuất, ngoại trừ cô ấy bị thương do tai nạn xe máy khi quay phim. Trong cuộc phỏng vấn, nhà báo và đại diện của cô ấy đã né tránh nỗ lực của Variety để hỏi về tình trạng tiêm chủng cập nhật của cô ấy, thay vào đó chuyển hướng họ đến tuyên bố trước đó của Wright vào năm 2021.

## Danh sách phim

### Điện ảnh
| Năm  | Tiêu đề                        | Vai diễn              | Ghi chú                             | Nguồn  |
| ---- | ------------------------------ | --------------------- | ----------------------------------- | ------ |
| 2011 | Victim                         | Nyla                  |                                     |        |
| 2012 | My Brother the Devil           | Aisha                 |                                     |        |
| 2015 | Urban Hymn                     | Jamie Harrison        |                                     |        |
| 2018 | The Commuter                   | Jules Skateboarder    |                                     | [ 27 ] |
| 2018 | Black Panther                  | Shuri                 |                                     |        |
| 2018 | Ready Player One               | Reb                   |                                     |        |
| 2018 | Avengers: Infinity War         | Shuri                 |                                     |        |
| 2019 | Guava Island                   | Yara Love             |                                     | [ 3 ]  |
| 2019 | Avengers: Endgame              | Shuri                 |                                     |        |
| 2021 | Sing 2                         | Nooshy (voice)        |                                     | [ 35 ] |
| 2022 | Death on the Nile              | Rosalie Otterbourne   |                                     | [ 21 ] |
| 2022 | The Silent Twins               | June Gibbons          | Also producer                       | [ 36 ] |
| 2022 | Aisha                          | Aisha Osagie          |                                     | [ 37 ] |
| 2022 | Black Panther: Wakanda Forever | Shuri / Black Panther |                                     | [ 38 ] |
| 2023 | Surrounded                     | Moses Washington      | Post-production; also producer      | [ 39 ] |
| TBA  | Black Panther 3                | Shuri / Black Panther | Post-production: executive producer |        |

### Truyền hình
| Năm       | Tiêu đề         | Vai diễn                   | Ghi chú                                           |
| --------- | --------------- | -------------------------- | ------------------------------------------------- |
| 1982-1986 | Knight Power    | Mrs. Tamfuri Mummy (voice) | Main role                                         |
| 2011      | Holby City      | Ellie Maynard              | Episodes: "Tunnel Vision" and "Crossing the Line" |
| 2011      | Top Boy         | Chantelle                  | Recurring cast (season 1)                         |
| 2011      | Random          | Girl 3                     | TV movie                                          |
| 2013      | Coming Up       | Hannah                     | Episode: "Big Girl"                               |
| 2014      | Chasing Shadows | Taylor Davis               | Episode: "Only Connect: Part 1 & 2"               |
| 2014      | Glasgow Girls   | Amal                       | TV movie                                          |
| 2015      | Banana          | Vivienne Scott             | Recurring cast                                    |
| 2015      | Cucumber        | Vivienne Scott             | Recurring cast                                    |
| 2015      | Doctor Who      | Anahson                    | Episode: "Face the Raven"                         |
| 2016      | Humans          | Renie                      | Recurring cast (season 2)                         |
| 2017      | Black Mirror    | Nish                       | Episode: "Black Museum"                           |
| 2020      | Small Axe       | Altheia Jones              | Episode: "Mangrove"                               |
| 2021      | I Am...         | Danielle                   | Episode: "I Am Danielle"                          |

Giải thưởng và đề cử
| Năm  | Giải thưởng                      | Hạng mục                                                        | Tác phẩm      | Kết quả   | Nguồn  |
| ---- | -------------------------------- | --------------------------------------------------------------- | ------------- | --------- | ------ |
| 2018 | Primetime Emmy Awards            | Outstanding Supporting Actress in a Limited Series or Movie     | Black Mirror  | Đề cử     | [ 5 ]  |
| 2018 | Saturn Awards                    | Best Performance by a Younger Actor                             | Black Panther | Đề cử     | [ 41 ] |
| 2018 | MTV Movie & TV Awards            | Best On-Screen Team                                             | Black Panther | Đề cử     | [ 42 ] |
| 2018 | MTV Movie & TV Awards            | Scene Stealer                                                   | Black Panther | Đề cử     | [ 42 ] |
| 2018 | Teen Choice Awards               | Choice Sci-Fi Movie Actress                                     | Black Panther | Đoạt giải | [ 43 ] |
| 2018 | Teen Choice Awards               | Choice Breakout Movie Star                                      | Black Panther | Đề cử     | [ 43 ] |
| 2019 | NAACP Image Awards               | Outstanding Breakthrough Performance in a Motion Picture        | Black Panther | Đoạt giải | [ 11 ] |
| 2019 | NAACP Image Awards               | Outstanding Supporting Actress in a Motion Picture              | Black Panther | Đề cử     | [ 44 ] |
| 2019 | Screen Actors Guild Awards       | Outstanding Performance by a Cast in a Motion Picture           | Black Panther | Đoạt giải | [ 45 ] |
| 2019 | British Academy Film Awards      | Rising Star Award                                               | Herself       | Đoạt giải | [ 17 ] |
| 2020 | Chicago Film Critics Association | Best Supporting Actress                                         | Small Axe     | Đề cử     | [ 46 ] |
| 2020 | Satellite Awards                 | Best Supporting Actress – Series, Miniseries or Television Film | Small Axe     | Đề cử     | [ 47 ] |
| 2022 | NAACP Image Awards               | Outstanding Character Voice-Over Performance – Motion Picture   | Sing 2        | Đoạt giải | [ 48 ] |